# Distrikt Huanuara
Der Distrikt Huanuara liegt in der Provinz Candarave in der Region Tacna in Südwest-Peru. Der Distrikt wurde am 5. Januar 1945 gegründet. Er besitzt eine Fläche von 90,9 km². Beim Zensus 2017 wurden 536 Einwohner gezählt. Im Jahr 1993 lag die Einwohnerzahl bei 814, im Jahr 2007 bei 823. Die Distriktverwaltung befindet sich in der 3250 m hoch gelegenen Ortschaft Huanuara mit 497 Einwohnern (Stand 2017). Huanuara liegt knapp 9 km südwestlich der Provinzhauptstadt Candarave.

## Geographische Lage
Der Distrikt Huanuara liegt an der Südflanke der Cordillera Volcánica im Südwesten der Provinz Candarave.
Der Distrikt Huanuara grenzt im Südwesten an den Distrikt Ilabaya (Provinz Jorge Basadre), im Nordwesten an den Distrikt Cairani, im Nordosten an den Distrikt Candarave, im Südosten an den Distrikt Quilahuani sowie im Süden an den Distrikt Curibaya.